# Wim Wenders
Wim Wenders ili punim imenom Ernst Wilhelm Wenders (Düsseldorf, 14. kolovoza 1945.), njemački filmski redatelj,dramatičar, fotograf i profesor za film na Visokoj školi za slikovne umjetnosti u Hamburgu.

## Životopis
Rođen je u Düsseldorfu kao Ernst Wilhelm Wenders, što mu je i službeno ime, a ime Wim dobio je po želji majke koja je bila Nizozemka. Rodio se u obitelji liječnika kirurga što je vjerojatno utjecalo da nakon završene gimnazije u Oberhausenu 1963. započne studij medicine u Freiburgu, na kojem se nije dugo zadržao prešavši na studij filozofije u Düsseldorfu. No, niti taj studij nije dugo potrajao jer je mladi Wim odlučio postati slikar zbog čega je preselio u Pariz gdje je, na njegovu žalost, pao na prijemnom ispitu na Umjetničkoj akademiji pa je bio prisiljen raditi kao graver na Montparnasseu u Parizu.
U Parizu je mnogo vremena provodio u Francuskoj kinoteci u kojoj je neke dane gledao i po pet filmova gdje je i zavolio film, što je utjecalo na njegov daljnji životni put i opredjeljenje. Ubrzo se 1967. vratio u Njemačku te upisao, tek osnovanu, "Visoku školu za televiziju i film" u Münchenu.
Tijekom studija koji je trajao tri godine, za vrijeme velikih studentskih demonstracija 1968. bio je uhićen tijekom protesta zbog pokušaja ubojstva ljevičara Rudi Dutschkea. Dok je studirao počeo je stvarati kraće filmske uratke, a nakon završetka studija počeo je režirati niskobudžetne filmove. Ujedno se, osnovavši producentsku kuću zajedno s nekoliko kolega, počeo baviti i filmskom produkcijom i distribucijom filmova.
Od 1996. godine Wenders je postao predsjednik Europske filmske akademije u Berlinu. 
Tijekom 70-ih godina počinje njegova ozbiljna filmska karijera koja neprekinuto traje do današnjih dana i u kojoj je imao blistavih trenutaka te je nagrađen s više filmskih nagrada na mnogim festivalima. Inače obožava glazbu te surađuje s mnogim poznatim glazbenicima današnjice kao što su Ry Cooder, Willie Nelson, U2, Nick Cave i Lou Reed.

## Odabrana filmografija
- Golmanov strah od jedanaesterca (Die Angst des Tormannes beim Elfmeter, 1971.)
- Pogrešan pokret (Der falsche Bewegung, 1974.)
- Alisa u gradovima (Alice in den Städten, 1974.)
- U toku vremena (Im Lauf der Zeit), 1975.)
- Američki prijatelj (Der amerikanische Freund, 1977.)
- Stanje stvari (Der Stand der Dinge, 1982.)
- Hammet (Hammet, 1982.)
- Pariz, Texas (Paris, Texas, 1984.)
- Nebo nad Berlinom (Der Himmel über Berlin, 1987.)
- Do kraja svijeta (Bis ans Ende der Welt, 1991.)
- Daleko, a tako blizu! (In weiter Ferne, so nah!), 1993.)
- Priča iz Lisabona (Lisbon Story, 1994.)
- Kraj nasilja (The End of Violence, 1997.)
- Buena Vista Social Club (Buena Vista Social Club, 1999., dokumentarni film)
- Hotel od milijun dolara (The Million Dollar Hotel, 2000.)
- Čovjekova duša (The Soul of a Man, 2003.)
- Zemlja obilja (Land of Plenty, 2004.)
- Kad prošlost zakuca (Don't Come Knocking, 2005.)
- Palermo snimanje (Palermo Shooting, 2008.)
- Pina (Pina, 2011., dokumentarni film)

## Linkovi
- wim-wenders.com - službena web stranica
- wim wenders na imdb.com